# Osmos
 (décembre 2015).
Osmos est un jeu vidéo de puzzle sorti en 2009 sur PC développé par Hemisphere Games. Le jeu était inclus dans le second Humble Indie Bundle.

## Système de jeu
Dans Osmos, le joueur contrôle une cellule (ou "mote") dont la taille est proportionnelle à sa matière et d'énergie.  qui doit grossir en absorbant les sphères plus petites (contenant moins d'énergie) qu'elle tout en évitant de se faire ingérer des sphères plus grosse qu'elle. Toute sphère en phagocytant une de dimension inférieure voit sa taille augmenter en conséquence jusqu'à pouvoir absorber les cellules qui représentaient auparavant une menace. Toutefois, pour se déplacer, la cellule doit se propulser en expulsant de la matière, ce qui entraîne une perte de volume.

### Univers du jeu
Chaque plateau de jeu Osmos est un univers bidimensionnel fini, avec des limites infranchissables, au sein duquel évoluent des cellules appelées « motes », représentées par des disques colorés et remplis d'un motif évoquant une cellule vivante remplie d'énergie. Ces motes sont dotés de propriétés physiques standard :
- énergie matérialisée sous forme de matière, par l'aire du disque ;
- inertie proportionnelle à la taille ;
- sensibilité à la gravitation, dans les niveaux comportant des attracteurs, les motes ne générant généralement pas de champ gravitationnel ;
- capacité à éjecter de la matière sous forme de petits motes, pour avancer dans la direction opposée à l'éjection ;
- capacité à phagocyter des motes de dimension inférieure, c'est-à-dire à les absorber en récupérant leur énergie, qui vient augmenter la taille du mote, et leur quantité de mouvement.

À ces motes standard viennent se rajouter des motes aux propriétés spécifiques selon les niveaux :
- les attracteurs, qui génèrent un champ gravitationnel qui attire tous les autres motes, proportionnel à sa taille, et qui augmente donc lorsque l'attracteur absorbe d'autres motes ;
- les répulseurs, qui génèrent un champ qui repousse les autres motes ; ce champ est peut-être proportionnel à la taille du répulseur, mais leur répulsion rend toute phagocytose spontanée hautement improbable ;
- les annihilateurs (d’antimatière) : lorsque ces motes d'antimatière sont absorbés par un mote de matière, et vice-versa, leurs énergies se soustraient au lieu de s'additionner ;
- Les prédateurs : ces motes sont dotés d'une intelligence artificielle qui les rend capables de se déplacer pour essayer de dominer l'univers.

### Concepts de base
- Le joueur n'a qu'une seule action possible : définir où éjecter de la matière pour déplacer son mote (identifié en bleu clair).
- Le mote du joueur est identifié en bleu clair, les motes standard sont rouges... mais deviennent bleu foncé s'ils sont plus petits que le mote du joueur.
- Le but est généralement de devenir le plus gros mote de l'univers.
- Les limites de l'univers peuvent soit être destructrices (le mote ne doit pas les franchir) et matérialisées en rouge, soit "solides" (le mote rebondit contre elles) et matérialisées en bleu.
- Il existe 3 types d'univers, qui définissent trois styles de jeu :
  - statique : tous les motes sont immobiles au départ (univers rectangle à limite bleue) ;
  - dynamique : tous les motes sont dotés d'un mouvement initial ;
  - système solaire : les motes sont en orbite autour d'un énorme Attracteur qui n'est pas à phagocyter. (univers circulaire à limite rouge).
- Accélération temporelle : il est possible d’accélérer ou de ralentir le temps pour éviter d'attendre trop longtemps à certains moments, et mieux maitriser son mote à d'autres.

Note : selon les niveaux on retrouve les prédateurs, les attracteurs, les répulseurs et les annihilateurs dans ces univers.

### Versions
Ce jeu initialement développé pour PC a été porté sur iOS (iPhone) puis sur Android (en 2011)

## Récompenses
- 2009 : Direct2Drive Vision Award au Independent Games Festival
- 2009 : IGN Editors' Choice Award